# Explosions d'Alcanar d'agost de 2017
|  | Aquest article tracta sobre un dels tres episodis que van constituir els atemptats reivindicats per Estat Islàmic a Catalunya l'any 2017. Si cerqueu l'article principal sobre els fets, vegeu «Atemptats de Catalunya de 2017». |

Els dies 16 i 17 d'agost de 2017 es van produir dues explosions a la urbanització Montecarlo d'Alcanar Platja, situada al municipi d'Alcanar, a la comarca del Montsià, que van provocar la mort d'una persona i ferides de diversa consideració a una desena més d'individus. La nit del 16 d'agost es va produir una primera explosió en un xalet, originalment atribuïda a una explosió de gas butà, mentre que el 17 d'agost es va produir una segona explosió, aquest cop quan les forces de seguretat estaven netejant la runa de l'edifici. En el primer episodi hi va morir un home, un segon va quedar ferit greu, i sis més van patir ferides lleus; mentre que en el segon, sis membres dels Mossos d'Esquadra, dos Bombers de la Generalitat de Catalunya i un operari de retroexcavadora van haver de ser atesos amb ferides de diversa consideració.
Més tard, el mateix dia 17, es produiria l'atropellament a la Rambla de Barcelona, que en una compareixença de premsa el cap dels Mossos Josep Lluís Trapero relacionaria amb els esdeveniments d'Alcanar d'unes hores abans, i en la matinada del 18, un altre atropellament mortal a Cambrils.

## Cronologia dels fets

### Primera deflagració
A les 23.17 hores, els Bombers de la Generalitat van ser alertats d'una explosió en un habitatge situat a la urbanització Montecarlo d'Alcanar. A causa de l'explosió es va ensorrar completament la casa. A l'interior hi havia dues persones. L'edifici estava situat al carrer Martinenca B, del sector F de la urbanització Montecarlo d'Alcanar Platja. L'alcalde del municipi, Jordi Bort, va confirmar que l'ona expansiva havia afectat mitja dotzena de cases veïnes, a més de provocar la mort d'una persona i ferides de diversa consideració a set més.
Els Bombers de la Generalitat van finalitzar les tasques de desenrunament i revisió d'estructura de les cases afectades per l'explosió als volts de les 06.00h del matí. Entre la runa, no s'hi va trobar cap altra persona més, de manera que el balanç definitiu de persones afectades dins la casa sinistrada va ser de tres: un home ferit greu i dues víctimes mortals, que es sospita que fossin Abdelbaki es Satty, imam de Ripoll i líder de la cèl·lula, i Youssef Aalla. A la casa s'hi acumulaven una vintena de bombones de butà.
Per una altra banda, els Bombers van determinar que l'estructura de les tres cases del davant no va quedar afectada; els danys ocasionats per l'impacte de diversos elements projectats per l'explosió va ser a nivell de façana i de tancaments. En aquestes cases, i segons el Sistema d'Emergències Mèdiques, (que hi va desplaçat quatre unitats) s'hi va atendre sis persones. Tan sols tres d'elles van ser evacuades a l'Hospital de Tortosa Verge de la Cinta. Les altres tres van ser donades d'alta in situ.
Segons va informar Protecció Civil, dels set ferits, quatre són ciutadans francesos; un italià, un marroquí i un altre espanyol. Els ferits greus/menys greus són dos francesos, un marroquí i un espanyol. Els altres són lleus. Els Mossos d'Esquadra van desplaçar-hi cinc patrulles. Tècnics de Gas Natural, de Repsol gas butà i d'Endesa es van personar al lloc del sinistre, això com un tècnic d'indústria de la Generalitat de Catalunya i el responsable de Protecció Civil de la Generalitat a les Terres de l'Ebre.

### Segona deflagració
Poc abans de les 17 hores del dia 17, una segona explosió va tenir lloc a la mateixa finca, quan una retroexcavadora treballava retirant runa. Es creu que durant les feines de retirada de runa es va detonar involuntàriament una bombona de gas butà. Els Bombers hi van enviar sis dotacions i el Sistema d'Emergències Mèdiques (SEM) hi va adreçar dos helicòpters i una ambulància. El ferit greu era un agent dels Mossos que va patir un fort cop al pit i fou traslladat a l'Hospital Joan XXIII de Tarragona amb helicòpter. Els altres ferits lleus són cinc agents dels Mossos, dos Bombers, i el conductor de la retroexcavadora. Els Mossos van treballar amb la hipòtesi que la primera deflagració estigués relacionada amb la manipulació de gas butà.

## Relació amb els atacs de Barcelona i Cambrils
El 17 d'agost al vespre Josep Lluís Trapero relacionaria aquesta explosió amb l'atropellament massiu a la Rambla de Barcelona en el que van morir 15 persones -13 d'elles al mateix moment de l'incident, a més d'una altra apunyalada a mans del perpetrador durant la seva fugida i una altra en un hospital, dies després de l'atac- i l'Atemptat de Cambrils, en què 6 persones foren envestides amb un vehicle, de les quals una va morir i els cinc militants islamistes foren abatuts pels mossos d'esquadra

## Investigacions posteriors
Durant els dies posteriors es van realitzar diverses tasques d'investigació per retirar la runa i per cercar restes humanes i indicis que permetessin aclarir la investigació en curs. Al llarg del dia 19 els artificiers dels Mossos d'Esquadra (TEDAX) van realitzar diverses detonacions controlades al xalet. L'objectiu era gestionar el material explosiu que havia quedat a la finca, molt inestable. Els Mossos van decidir realitzar detonacions controlades, ja que intentar retirar-ho era un risc massa alt, degut a la seva inestabilitat.
A data 20 d'agost s'havien trobat restes biològiques de dues o tres persones, encara no identificades. Entre els materials trobats, hi havia acetilè, un gas molt inflamable, i l'explosiu TATP, habitualment usats per Estat Islàmic.